# A jó tanuló
A jó tanuló (eredeti cím: Apt Pupil) Stephen King 1982-ben megjelent lélektani thriller műfajú kisregénye. A szerző A remény rabjai című, kisregényeket tartalmazó gyűjteményében adták ki.
Filmváltozata 1998-ban jelent meg Stephen King: Az eminens címmel, Bryan Singer rendezésében, Brad Renfro és Ian McKellen főszereplésével.

## Cselekmény
1974-ben Todd Bowden Los Angeles-i tizenéves fiú bekopog egy idős német bevándorló, Arthur Denker ajtaján és azzal vádolja meg, hogy ő valójában Kurt Dussander körözött náci háborús bűnös. Az idős férfi ezt eleinte tagadja, de aztán beismeri valódi személyazonosságát. A hatóságok értesítése helyett Todd arra kényszeríti Dussandert, részletesen meséljen neki a második világháború alatt elkövetett rémtetteiről, mivel különösen érdekli a holokauszt témája. A fiú folyamatosan a leleplezés lehetőségével tartja sakkban az idős férfit és az elkövetkező hónapokban gyakran meglátogatja, szüleinek azt hazudja, csupán felolvas a gyengén látó Dussandernek. Todd egy SS egyenruhát is szerez és arra kényszeríti Dussandert, hogy felvegye és vezényszóra masírozzon benne.
Dussanderrel való kapcsolata miatt Toddnak rémálmai lesznek és leromlanak az iskolai jegyei. Meghamisítja az iskola szülőknek küldött tanulmányi beszámolóját, de így is több tárgyból bukásra áll. Iskolai tanácsadója, Ed French találkozni akar a bukdácsoló fiú szüleivel. Dussander segítségével Todd merész tervet eszel ki: Dussander megy el a megbeszélésre, önmagát Todd Victor nevű nagyapjának kiadva. Az ál-nagyapa azt állítja, családi problémák állnak a hirtelen romló iskolai teljesítmény mögött és megígéri, unokája javítani fog jegyein. French hisz neki, bár feltűnik számára egy furcsaság: a nagyapa sosem szólítja a nevén unokáját. 
Ezután Dussander zsarolja meg a fiút és kényszeríti kemény tanulásra, így Toddnak sikerül javítania jegyein. Mivel már nincs szüksége a férfi társaságára, Todd azt tervezgeti, megöli őt, balesetnek beállítva azt. Todd korábban azt hazudta, írt egy leleplező levelet, amit egy barátjánál rejtett el, amennyiben Dussander megpróbálna az életére törni. Most Dussander állítja ugyanezt egy banki széfben őrzött, kompromittáló levélről, amikor rájön a fiú gyilkossági tervére, de ő is csak blöfföl. A következő hónapokban Todd számos hajléktalant meggyilkol, mert ez segít neki rémálmai leküzdésében. Egyre kevesebbet látogatja Dussandert, elveszíti szüzességét, ugyanakkor unalmasnak találja a szexet és merevedési problémái is támadnak: szerinte azért, mert barátnője zsidó származású. A hajléktalanokra már nem tud vadászni, ezért Todd egy töltetlen távcsöves vadászpuskával veszi célba a közeli autópálya autósait. Dussander eközben szintén hajléktalanokat öldös és pincéjében ássa el a tetemeket.
Egyik éjjel, amikor legújabb áldozatának sírját ássa, Dussander szívrohamot kap és Toddot hívja át segítségül a nyomok eltüntetéséhez. A kórházban az idős náci szobatársa Morris Heisel, egy szintén idősödő zsidó férfi lesz, aki holokauszt-túlélőként ismerősnek találja "Mr. Denkert", bár eleinte nem tudja, honnan. Todd meglátogatja Dussandert és lezárják egymás közti ügyüket. Pár nappal később Heisel rádöbben személyazonosságára: Dussander a (fiktív) Patin nevű koncentrációs tábor parancsnoka volt, ahol Heisel felesége és lányai gázkamrában vesztették életüket. Egy izraeli nácivadász, Weiskopf ellátogat Dussanderhez és közli vele, hogy lebukott. Dussander a kórházból ellopott gyógyszerekkel öngyilkosságot követ el, Todd azt hazudja szüleinek, nem tudott a férfi személyazonosságáról. Egy Richler nevű nyomozó és Weiskopf kihallgatja Toddot és nem hiszik el a hazugságait, eközben egy csavargó is felismeri a fiút és értesíti s rendőrséget.
French találkozik Todd valódi nagyapjával, aki természetesen semmire sem emlékszik a korábbi megbeszélésről és egyáltalán nem hasonlít Dussanderre. A gyanakodó French megkeresi Todd régi iskolai beszámolóit is és rádöbben: azokat meghamisították. Kérdőre vonja Toddot, de a fiú hidegvérrel agyonlövi tanárát. Todd elméje végleg elborul, puskájával felfegyverkezve tömegmészárlásba kezd az autópályán, a hatóságok öt órával később végeznek vele.

## Kapcsolat King műveivel
Dussander visszaemlékszik egy maine-i bankra, ahol álnéven részvényeket vett és az ügyet intéző bankárt egy évvel később letartóztatták felesége megöléséért. Név szerint megemlíti Andy Dufresne-t is, mivel annak neve hasonlít az övére. Andy Dufresne A remény rabjai című kisregény főszereplője.
Ed French a 2017-es szobában szállt meg, ez a szobaszám felbukkan A ragyogás című regényben is. A könyv főszereplője, Jack Torrance egy színdarabon dolgozik, melynek egyik szereplőjét Denkernek hívják. Emiatt elterjedt egy rajongói elmélet, amely szerint A jó tanuló valójában Torrance fiktív műve.

## Feldolgozások
Elsőként Alan Bridges angol rendező tett kísérletet a történet megfilmesítésére. 1987-ben Ricky Schroder és Nicol Williamson főszereplésével kezdődött a forgatás, de 10 hét után a Granat Releasing stúdió anyagi nehézségei miatt az félbeszakadt. Mindössze 40 percnyi anyag készült el, a filmet sosem fejezték be.
A Sony Pictures 1998-ban mutatta be a mű filmfeldolgozását, Stephen King: Az eminens címmel. Bryan Singer rendezte, Todd szerepében Brad Renfro tűnik fel, Dussandert Ian McKellen formálja meg. A film a forrásműhöz képest jóval kevésbé erőszakos és a befejezést is nagymértékben megváltoztatták.
A Family Guy című amerikai animációs sorozat 2011-ben bemutatott Német fickó című epizódja a kisregény paródiája.

## Fordítás
- Ez a szócikk részben vagy egészben  az   Apt Pupil című angol Wikipédia-szócikk fordításán alapul.  Az eredeti cikk szerkesztőit annak laptörténete sorolja fel. Ez a jelzés csupán a megfogalmazás eredetét és a szerzői jogokat jelzi, nem szolgál a cikkben szereplő információk forrásmegjelöléseként.